# Shook
Shook é o título de uma canção gravada pela cantora e compositora norte-americana Haley Reinhart. Foi lançada em abril de 2019 como o quarto single do álbum  Lo-Fi Soul, o quarto trabalho completo da artista. A canção foi escrita por Reinhart, juntamente com Tony Esterly e Clare Reynolds.

## Estilo
Seguindo a linha soul, jazz e vintage de Lo-Fi Soul, "Shook" mistura melodias da década de 1950 a um estilo mais contemporâneo. A canção, que conta a história de um eu-lírico embriagado, tem efeitos que procuram demonstrar o tom embaralhado de uma embriaguez, ao mesmo tempo em que não deixa de ser sensual.

## Videoclipe
No dia 11 de abril de 2019, junto ao lançamento do single, foi ao ar também o videoclipe da canção. Gravado em Los Angeles e dirigido por Joshua Shultz, o vídeo mostra Reinhart e duas amigas usando perucas, penas e lingeries em um sonho dentro de uma casa de boneca do tamanho de uma casa de verdade, após uma noite de muita bebida e diversão. Pouco conscientes, as três dançam e provocam Jay Starrett, ex-participante do programa De Férias com o Ex, enquanto Reinhart interpreta a canção.